# Marcio Gomes Soares
Marcio Gomes Soares (9 de agosto de 1952) é um pesquisador brasileiro, membro titular da Academia Brasileira de Ciências na área de Ciências Matemáticas desde 28 de maio de 2001. É professor da Universidade Federal de Minas Gerais.
Foi condecorado na Ordem Nacional do Mérito Científico.